# Мергасов Іван Стахеєвич
Іван Стахеєвич Мергасов (1710 ? — † ?) — дворянин, російський архітектор XVIII століття, учень Коробова и Бланка. З 1744 року працював у Москві. Разом з А. В. Квасовим розробив фіксаційний план відбудови центральної частини Глухова, що вигоріла після пожежі 1748 року. Однією з найвизначніших робіт є Палац Розумовського у Глухові.

Мав брата Ф. С. Мергасова.
У 1749 році займався будівництвом нового гетьманського дому в столичному Глухові замість згорілого після пожежі 1748 року.